# SummerSlam (1993)
SummerSlam (1993) — шестое в истории шоу SummerSlam, PPV-шоу производства американского рестлинг-промоушна World Wrestling Federation (WWF, ныне WWE). Шоу состоялось 30 августа 1993 года в Оберн-Хилс, Мичиган, США на арене «Пэлас оф Оберн-Хиллс».
На этом шоу были защищены все три действующих на тот момент титула WWF. В главном событии Лекс Люгер бросил вызов Ёкодзуне за звание чемпиона мира WWF в тяжелом весе.

## Результаты
| №                                                     | Матч | Тип матча                                                  | Время |
| ----------------------------------------------------- | --- | ---------------------------------------------------------- | ----- |
| 1D                                                    | Оуэн Харт победил Барри Хоровица                                                                                                   | Одиночный матч                                             | 8:32  |
| 2                                                     | Рейзор Рамон победил Теда Дибиаси                                                                                                  | Одиночный матч                                             | 7:32  |
| 3                                                     | «Братья Штайнеры» (Рик Штайнер и Скотт Штайнер) (c) победили «Небесные тела» (Джимми Дель Рей и Том Причард) (с Джимом Корнеттом)  | Командный матч за титул командных чемпионов WWF            | 9:28  |
| 4                                                     | Шон Майклз (c) (с Дизелем) победил Мистера Совершенство по отсчёту                                                                 | Одиночный матч за титул интерконтинентального чемпиона WWF | 11:20 |
| 5                                                     | Ирвин Р. Шистер победил 1-2-3 Кида                                                                                                 | Одиночный матч                                             | 5:44  |
| 6                                                     | Брет Харт победил Клоуна Доинка (с Джерри Лоулером) по дисквалификации                                                             | Одиночный матч                                             | 9:05  |
| 7                                                     | Джерри Лоулер победил Брета Харта по дисквалификации                                                                               | Одиночный матч                                             | 6:32  |
| 8                                                     | Людвиг Борга победил Марти Джаннетти                                                                                               | Одиночный матч                                             | 5:15  |
| 9                                                     | Гробовщик (с Полом Берером) победил Гиганта Гонсалеса (с Харви Випплманом)                                                         | Матч «Покойся с миром»                                     | 8:04  |
| 10                                                    | «Дымящие пушки» (Барт Ганн и Билли Ганн) и Татанка победили Бам Бама Бигелоу и «Хедшринкеров» (Фату и Саму) (с Афой и Луной Вахон) | Командный матч шести человек                               | 11:15 |
| 11                                                    | Лекс Люгер победил Ёкодзуну (c) (с Джимом Корнеттом и Мистером Фудзи) по отсчёту                                                   | Одиночный матч за титул чемпиона WWF                       | 17:58 |
| D —означает тёмный матч (c) — чемпион на начало матча | |                                                            |       |